# Milionia rawakensis
Milionia rawakensis is een vlinder uit de familie van de spanners (Geometridae). De wetenschappelijke naam van de soort is voor het eerst geldig gepubliceerd in 1825 door Quoy & Gaimard.